# Paper Bat
Paper Bat (in portoghese Morcego Vermelho, lett. «pipistrello rosso») è personaggio dei fumetti Disney creato in Brasile dallo sceneggiatore Ivan Saidenberg e dal disegnatore Carlos Edgard Herrero come alter ego supereroistico di Paperoga, sulla base di un'illustrazione dell'italiano Giovan Battista Carpi. Utilizzato soprattutto in patria (ma anche, rarissimamente, in Italia), che annovera anche alcune apparizioni insieme all'italiano Paperinik. Negli Stati Uniti è chiamato Red Bat. Generalmente egli indossa un mantello rosso come Superman e una tuta grigia come il Batman della serie televisiva degli anni '60 con Adam West. Egli agisce di solito nelle tenebre notturne e immancabilmente inciampa in qualche bidone della spazzatura facendo così svegliare e imbestialire il dormiente vicinato.

## Creazione e concezione
Nonostante Paper Bat sia un personaggio brasiliano, la sua prima apparizione avvenne nel 1970 all'Enciclopedia Disney curata da Guido Martina e disegnata da Giovan Battista Carpi, già autori delle prime avventure di Paperinika e di Paperinik. Il personaggio appare in un'illustrazione alla voce "pipistrello rosso", da cui deriverà il suo nome originale portoghese (morcego vermelho).
Quando l'opera venne tradotta e pubblicata in Brasile nel 1972, l'illustrazione del "pipistrello rosso" colpì molto Jorge Kato, allora direttore della casa editrice Editora Abril, incaricata della pubblicazione dei periodici Disney nel paese sudamericano. Kato incaricò quindi Ivan Saindeberg (sceneggiatore di punta della Abril) per scrivere una storia che narrasse la avventure di questo bizzarro alter ego di Paperoga.
Saindeberg concepì dunque il nuovo super eroe come quello che (ai tempi) era lo specchio dell'eroe brasiliano: un personaggio completamente disorganizzato e allora inedito, che venne poi disegnato da Carlos Edgero Herrero, che modellò le pose del personaggio su quelle degli attori del cinema muto e del Dracula di Christopher Lee.
Il personaggio debuttò poi nella gag-page Quem É O Morcego Vermelho?, seguita poi dalla storia d'origine Tudo Começou Assim... pubblicate per la prima volta sul secondo numero della testata Edição Extra nel 1973. In quest'ultima storia, un Paperoga travestito da pipistrello per una festa di carnevale sventava un furto dei Bassotti, venendo poi acclamato come eroe da tutta la cittadinanza paperopolese. Herrero creò poi altre storie del personaggio, fra cui la miniserie Le 12 fatiche di Paper Bat.

## Personaggio
In quanto alterego di Paperoga, Paper Bat appare come un supereroe sbadato, inetto e pasticcione: il personaggio è solito utilizzare per cambiarsi un bidone dell'immondizia (chiamato in originale lata-de-lixo-morcego, reso in italiano come Bat-bidone o Paper-bidone a seconda delle traduzioni) situato nel vicolo del papero mascherato -o "vicolo Paper-Bat" a seconda delle traduzioni- noto in portoghese come beco do morcego ("vicolo del pipistrello"). Pur potendo contare su gadget a tema creati per lui da Archimede (fra i più utilizzati il paper-salterello, utilizzato per spostarsi), questi risultano quasi mai funzionanti. Tali elementi furono coscientemente voluti dal suo co-creatore Herrero, per evidenziare come nessuno (neanche la polizia) abbia dubbi sul fatto che Paper Bat sia un disastro, e che tutti i suoi successi contro i nemici siano puro caso.
A differenza di altri personaggi (come Josè Carioca o lo stesso Paperoga) in Brasile Paper Bat non ha mai avuto una testata propria, apparendo però come membro del Club dei Supereroi (pubblicato in Italia sul mensile Paperinik), un super gruppo guidato dall'eroe Vespa Vermiglia che comprendeva anche Paperinik, Paperinika, Superpippo, Super Gilberto, Archimede e la fidanzata brasiliana di Paperoga, Gloria, nella sua veste supereroistica di Farfalla Purpurea.
Nella serie i supereroi erano chiamati ad aiutare il commissario Basettoni, a combattere criminali come Spennacchiotto o Macchia Nera e altri, già apparsi in altre storie Disney.
Il personaggio è stato poi fonte di ispirazione per la creazione dell'identità segreta di José Carioca, denominata appunto Bat Carioca (in originale Morcego Verde).

### In Italia
Il personaggio in Italia fu denominato "Paper Bat" (nome già utilizzato nella storia del 1981 "Paperino aspirante supereroe" di Carlo Chendi e disegnata da Giorgio Cavazzano pubblicata su Topolino n. 1355, dove Paperino cercava di essere un super eroe provando diverse identità alternative) e debuttò in Italia nel numero 338 di Mega Almanacco del febbraio 1985, con la miniserie Le 12 fatiche di Paper Bat. Il mese successivo (sul numero 339) venne pubblicata la storia Le origini di Paper Bat, che comprendeva sia la gag di debutto che la origin-story del personaggio.
In Italia le storie brasiliane di Paper Bat sono state pubblicate sia su Topolino che sul mensile di Paperinik fra gli anni '80 e '90. Fra il marzo e l'aprile 2008, il personaggio è apparso nella saga italiana Ultraheroes insieme a Paperinik, Paperinika, Super Pippo e i nuovi alterego supereroistici di Ciccio e Gastone (Iron Ciccius e Quadrifoglio) dove per l'occasione indossa un nuovo costume blu fornitogli da Eta Beta per contrastare i Bad-7 (un gruppo di cattivi messo insieme da Spennacchiotto). Durante la saga, Paper Bat affronterà Macchia Nera (potenziato da un costume che gli permette di liquefarsi) da cui verrà poi sconfitto.
Negli anni duemilaventi le principali storie di Paper Bat, sia di provenienza brasiliana che italiana, assieme a quelle degli altri supereroi Disney, vengono ristampate sulla testata bimestrale "Il Club dei Supereroi".